# Pierre Monatte

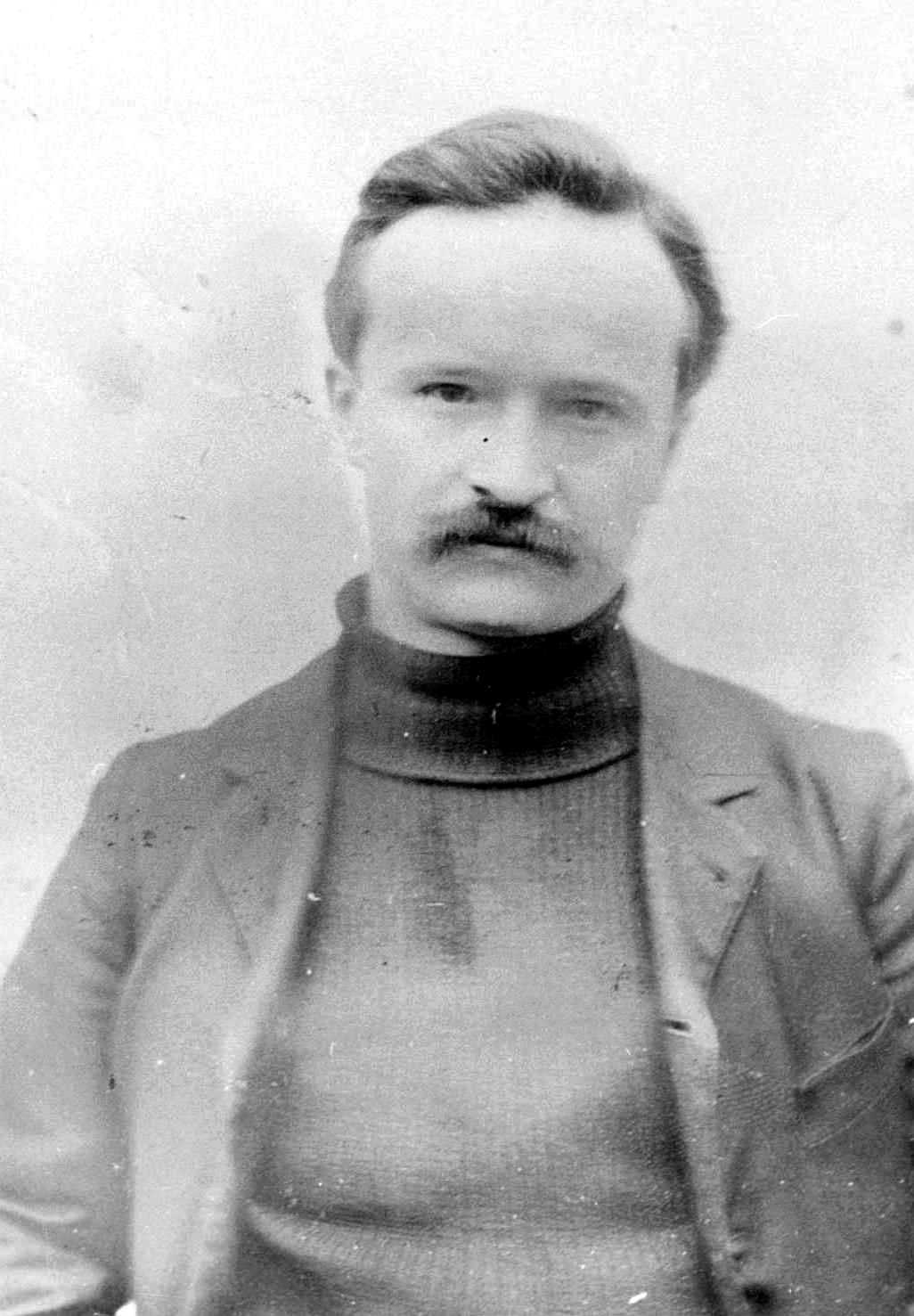
Pierre Monatte um 1915

Pierre Monatte (* 15. Januar 1881 in Monlet, Département Haute-Loire; † 27. Juni 1960 in Paris) war ein französischer Gewerkschaftsführer und Theoretiker des Syndikalismus, der zu den Aktivisten der Gewerkschaft Confédération générale du travail (CGT) gehörte. Er gründete am 9. Oktober 1909 in Montreuil die Zeitung La Vie Ouvrière und wurde ihr Chefredakteur.

## Leben und Wirken
Pierre Monatte war zunächst Volksschullehrer und arbeitete darauf in einer Druckerei als Korrektor. 1904 schloss er sich Émile Pouget in der CGT an.
1907 kam es auf dem Amsterdamer Anarchistenkongress zum Streitgespräch zwischen dem italienischen Bakunin-Nachfolger Malatesta und Monatte.
Zu Beginn des Ersten Weltkrieges trat der Kriegsgegner Monatte vom Vorstand der CGT wegen deren Beharren auf der Union sacrée zurück. 1915 wurde Monatte mobilisiert und musste an der Front kämpfen. Nach dem Kriege nahm er die Arbeit an seiner Zeitung – bestärkt durch den Eindruck der Oktoberrevolution – wieder auf, schloss sich der CGT wieder an und gründete dort das Comités syndicalistes révolutionnaires (CSR) – ein Sammelbecken von Gewerkschaftern, die – wie Monatte – zu Kriegszeiten gegen die Union sacrée gewesen waren. Zusammen mit den kommunistischen Gewerkschaftern Joseph Tommasi, Raymond Péricat and Gaston Monmousseau wollte er sich auf dem ersten CGT-Nachkriegs-Kongress im September 1919 in Lyon der Kommunistischen Internationale anschließen. Vom 3. Mai 1920 bis März 1921 saß Monatte wegen eines Komplotts gegen die innere Sicherheit Frankreichs mit anderen Mitstreitern im Gefängnis. Daraufe arbeitete er als Generalsekretär des CSR gewerkschaftlich für etwa 300.000 Mitglieder weiter.
1923 trat er der PCF bei. Das Intermezzo währte nicht allzu lang. Zusammen mit Boris Souvarine und dem Journalisten Alfred Rosmer wurde er ein Jahr darauf als Trotzki-Freund und Stalin-Gegner Opfer einer parteilichen Säuberung. Im Januar 1925 gründete er zusammen mit dem militanten Antikolonialisten Robert Louzon die Zeitschrift La Révolution prolétarienne. In der Zwischenkriegszeit schätzten besonders Aktivisten aus dem linken Flügel der CGT das Magazin.

## Werke (Auswahl)
- Ernest Labrousse: Syndicalisme révolutionnaire et communisme. Les archives de Pierre Monatte, 1914–1924. In Colette Chambelland (Hrsg.), Jean Maitron (Hrsg.): Bibliothèque socialiste Bd. 12, Verlag François Maspero, 1968. 462 Seiten
- Trois scissions syndicales. Les Editions Ouvrieres, Paris 1958
- Où va la C.G.T.? Lettre d'un ancien à quelques jeunes syndiqués sans galons. Paris

## Anmerkung
1. ↑  Trotzki erinnert sich fünfzehn Jahre später an den November 1914 in Paris und schreibt über Pierre Monatte sowie den in diesem Artikel erwähnten Alfred Rosmer: „Bald nach meiner Ankunft in Paris besuchte ich zusammen mit Martow Monatte, einen der Redakteure der syndikalistischen Zeitschrift La vie ouvrière. Ein früherer Volksschullehrer, dann Korrektor, dem Aussehen nach ein typischer Pariser Arbeiter, ein gescheiter Kerl mit Charakter, wich Monatte keinen Augenblick in die Richtung der Versöhnung mit dem Militarismus und dem bürgerlichen Staat ab. Aber wo einen Ausweg suchen? In dieser Frage gingen wir auseinander. Monatte verneinte den Staat und den politischen Kampf. Der Staat kümmerte sich um Monattes Verneinung nicht und zwang ihn, rote Hosen anzuziehen [Einberufung], nachdem er mit einem offenen Protest gegen den syndikalistischen Chauvinismus hervorgetreten war. Durch Monatte kam ich in nahe Beziehungen zu dem Journalisten Rosmer, der ebenfalls zur anarchosyndikalistischen Schule gehörte, aber, wie die Ereignisse gezeigt hatten, schon damals dem Marxismus eigentlich viel näher stand als die Guesdeisten. Mit Rosmer verbindet mich seit jenen Tagen eine enge Freundschaft, die allen Prüfungen des Krieges, der Revolution, der Sowjetmacht und der Niederschlagung der Opposition standgehalten hat.“ (Trotzki, S. 222, 15. Z.v.u., siehe auch Paris und Zimmerwald bei MIA)